# Волкова Тетяна Сергіївна
Тетя́на Сергі́ївна Во́лкова (5 серпня 1941, Дмитрів, РСФРР — 24 липня 2007, Україна) — літературознавець, доктор філологічних наук (1995), професор (1997).

## Біографія
Народилася 5 серпня 1941 року в Дмитрові Московської області у сім'ї інженера-гідробудівника Волкова Сергія Івановича та вчительки української мови та літератури Волкової Ганни Григорівни.
У 1948 році поступила до школи і закінчила її у 1958 році у м. Пярну Естонської РСР. У тому ж, 1958 році почала працювати на Пярнуську льнопрядильну фабрику здіймачкою.
У 1961 році зарахована студенткою Ужгородського державного університету, закінчивши який у 1966 році, отримала диплом з відзнакою. У 1966 році стала викладачем при кафедрі російської літератури Ужгородського держуніверситету. У тому ж році зарахована до заочної аспірантури при кафедрі російської літератури УжДУ, яку закінчила 1972 року. З 1974 по 1976 рік займалася в університеті марксизму-ленінізму при Ужгородському міському комітеті партії, закінчила його у травні 1976 року, отримала диплом з відзнакою. У березні 1976 року поступила до кафедри радянської літератури МДУ, де 8 квітня 1977 року захистила дисертацію на тему: «Радянська поема 1965—1975 років (до питання про типологію жанру)». 
У лютому 1978 року перейшла працювати до Луцького державного педінституту імені Лесі Українки — старший викладач кафедри російської та зарубіжної літератури.
З 1996 року — професор; водночас з 2001 — габілітований професор Інституту російської філології у м. Кельце.
Померла 24 липня 2007 року.

## Наукова робота
Проводила наукові дослідження теорії літератури, зокрема поетики художнього твору.

### Основні твори
За ЕСУ:
- Хлеб наш насущный: Рассказы, этюды. — Л., 1989.

### Основні праці
За ЕСУ:
- Проблема жанра в лирике: На материале современной русской и украинской поэзии. — Л., 1992;
- Авторська свідомість і природа лірики // Наук. зап. Терноп. пед. університету. — 2001. — Вип. 2;
- Сентябрьская птица: Поэтический мир Л. Кудрявцевой. — Т., 2002.[2]